# Hemicoelus nitidus
Hemicoelus nitidus là một loài bọ cánh cứng thuộc chi Hemicoelus trong họ Ptinidae.